# 2004 în științifico-fantastic
- 2003 în științifico-fantastic — 2004 în științifico-fantastic — 2005 în științifico-fantastic

2004 în științifico-fantastic implică o serie de evenimente:

## Decese
- Roger Dee Aycock (n. 1914)
- Jack Cady (n. 1932)
- Alfred Coppel (n. 1921)
- Roger Dee (n. 1914)
- Gerhard Derbitz (n. 1924)
- Michael Elder (n. 1931)
- Richard Hey (n. 1926)
- Alexander Malec (n. 1929)
- Robert Merle (n. 1908)
- Henry Quinn (Pseudonimul lui Rainer Zubeil) (n. 1956)
- Robert Quint (Pseudonimul lui Rainer Zubeil) (n. 1956)
- Stephen Robinett (n. 1941)
- Mykola Rudenko (n. 1920)
- Hannelore Valencak (n. 1929)
- F. L. Wallace (n. 1915)
- Dietrich Wachler (n. 1934)
- Thomas Ziegler (n. 1956)

## Filme
| Titlu                                 | Regizor                      | Distribuție                                                                  | Țara                                                                    | Sub-Gen /Note       |
| ------------------------------------- | ---------------------------- | ---------------------------------------------------------------------------- | ----------------------------------------------------------------------- | ------------------- |
| 2046                                  | Wong Kar-wai                 | Tony Leung Chiu-Wai, Gong Li, Takuya Kimura                                  | Republica Populară Chineză · Italia · Franța · Hong Kong                |                     |
| After the Apocalypse                  | Yasuaki Nakajima             |                                                                              | Japonia                                                                 | [ 2 ]               |
| Alien vs. Predator                    | Paul W.S. Anderson           | Sanaa Lathan, Raoul Bova, Lance Henriksen                                    | Statele Unite ale Americii                                              |                     |
| Appleseed                             | Shinji Aramaki               |                                                                              | Japonia                                                                 | Anime               |
| The Butterfly Effect                  | Eric Bress, J. Mackye Gruber | Ashton Kutcher, Amy Smart                                                    | Statele Unite ale Americii                                              | Thriller psihologic |
| Casshern                              | Kiriya Kazuaki               | Yusuke Iseya, Kumiko Aso, Toshiaki Karasawa                                  | Japonia                                                                 |                     |
| The Chronicles of Riddick             | David N. Twohy               | Vin Diesel, Colm Feore, Thandie Newton                                       | Statele Unite ale Americii                                              |                     |
| Cube Zero                             | Ernie Barbarash              | Zachary Bennett, Michael Riley                                               | Canada                                                                  | Groază              |
| The Day After Tomorrow                | Roland Emmerich              | Dennis Quaid, Jake Gyllenhaal, Ian Holm                                      | Statele Unite ale Americii                                              | Film cu dezastre    |
| Decoys                                | Matthew Hastings             | Meghan Ory, Kim Poirier, Enis Esmer                                          | Canada                                                                  |                     |
| District 13                           | Pierre Morel                 | David Belle, Cyril Raffaelli, Dany Verissimo                                 | Franța                                                                  | Acțiune             |
| Eternal Sunshine of the Spotless Mind | Michel Gondry                | Jim Carrey, Kate Winslet                                                     | Statele Unite ale Americii                                              | Comedie romantică   |
| FAQ: Frequently Asked Questions       | Carlos Atanes                | Xavier Tort, Anne Celine Auche                                               | Spania                                                                  |                     |
| The Final Cut                         | Omar Naim                    | Robin Williams, Mira Sorvino, James Caviezel                                 | Statele Unite ale Americii                                              |                     |
| Godzilla: Final Wars                  | Ryuhei Kitamura              | Masahiro Matsuoka, Rei Kikukawa                                              | Japonia                                                                 |                     |
| I, Robot                              | Alex Proyas                  | Will Smith, Bridget Moynahan, Alan Tudyk                                     | Statele Unite ale Americii                                              |                     |
| Immortel (ad vitam)                   | Enki Bilal                   | Charlotte Rampling, Thomas Kretschmann, Linda Hardy                          | Italia · Regatul Unit al Marii Britanii și al Irlandei de Nord · Franța |                     |
| Innocence: Ghost in the Shell         | Mamoru Oshii                 |                                                                              | Japonia                                                                 | Anime               |
| Night Watch                           | Timur Bekmambetov            | Konstantin Khabensky, Vladimir Menshov, Valery Zolotukhin                    | Rusia                                                                   | Groază              |
| Post Impact                           | Christoph Schrewe            | Dean Cain, Bettina Zimmermann, Adrienne McQueen                              | Germania · Statele Unite ale Americii                                   | Post-Impact         |
| Primer                                | Shane Carruth                | Shane Carruth, David Sullivan                                                | Statele Unite ale Americii                                              | Dramatic            |
| Resident Evil: Apocalypse             | Alexander Witt               | Milla Jovovich, Sienna Guillory, Oded Fehr                                   | Statele Unite ale Americii                                              | Groază              |
| Sky Captain and the World of Tomorrow | Kerry Conran                 | Gwyneth Paltrow, Jude Law, Angelina Jolie, Giovanni Ribisi, Laurence Olivier | Statele Unite ale Americii                                              | Aventură Pulp       |
| Spider-Man 2                          | Sam Raimi                    | Tobey Maguire, Kirsten Dunst, James Franco                                   | Statele Unite ale Americii                                              | Film cu supereroi   |
| The Stepford Wives                    | Frank Oz                     | Nicole Kidman, Matthew Broderick, Bette Midler                               | Statele Unite ale Americii                                              | Comedie neagră      |
| Thunderbirds                          | Jonathan Frakes              | Bill Paxton, Anthony Edwards, Sophia Myles                                   | Statele Unite ale Americii                                              | Aventură            |
|                                       |                              |                                                                              |                                                                         |                     |

## Premii
Premiul Hugo pentru cel mai bun roman
- Paladinul sufletelor de Lois McMaster Bujold

Premiul Nebula pentru cel mai bun roman
- Paladinul sufletelor de Lois McMaster Bujold

Premiul Saturn
- Cel mai bun film SF: Strălucirea eternă a minții neprihănite -- Eternal Sunshine of the Spotless Mind